# Sergio Sauvalle
Sergio Sauvalle Vergara (Valparaíso, 18 de enero de 1931- Santiago, 16 de julio de 2022) fue un folclorista chileno, mayormente conocido por ser autor de la canción «El corralero» y por su aporte a la música clásica chilena. 

## Carrera musical
En 1960 se unió —en reemplazo de su hermano Alfredo— al grupo Los Huasos Quincheros, el cual en esa época también integraban Benjamín Mackenna, Ignacio Ávila, Matías Baquedano y Martín Arancibia. En 1964 decidió retirarse del conjunto para formar, junto a Pedro Messone —recién salido de Los Cuatro Cuartos—, José Luis Pepe Hernández y Renato Ledermann, el grupo Los de Las Condes, donde se desempeñó como guitarrista.
Sauvalle compuso «El corralero», su canción más destacada, en 1963, pero solo la grabó dos años más tarde, cuando ya conformaba Los de Las Condes. El grupo se presentó con «El corralero» en el VI Festival Internacional de la Canción de Viña del Mar, llevado a cabo en el verano de 1965, donde obtuvieron el tercer lugar. La canción también apareció en la película Ya tiene comisario el pueblo (1967) del director argentino Enrique Carreras.
Tras su salida de Los de Las Condes en 1966, continuó su carrera como solista, y ese mismo año publicó el álbum El trovador Sergio Sauvalle. Sauvalle es también compositor de canciones como «La yegua tordilla», «Guitarra mía», «Mi perro ovejero», «A la nochecita», «De una mirada», entre otras.
En 2000, varias décadas después de su primera presentación en el Festival de Viña del Mar, «El corralero» ganó la XLI versión del certamen, en esa ocasión interpretada por Los Huasos Quincheros, donde participaron las canciones más exitosas de la historia del certamen musical a juicio de la Comisión Organizadora. Sauvalle obtuvo el Premio a la Música Nacional Presidente de la República en 2011.
Su hijo, Sergio Sauvalle Echavarría, ha destacado como guitarrista clásico e investigador.
Falleció en Santiago de Chile el 16 de julio de 2022, a los 91 años de edad.

## Discografía

### Como solista
- El trovador Sergio Sauvalle (1966)